# 挪威長臀鱈
挪威長臀鱈為輻鰭魚綱鱈形目鱈科的其中一種，分布於東北大西洋區的巴倫支海海域，棲息深度50-300公尺，本魚灰褐色背面，兩側銀色，腹部白色。一個暗斑在胸鰭鰭基上緣，體長可達35公分，棲息在泥底質海域，喜群游，屬肉食性，以甲殼類、小魚等為食，可作為食用魚。

## 外部連結
- 挪威長臀鱈的圖片 （页面存档备份，存于）